# José Mauricio Pinilla
José Mauricio Pinilla (Cali; 2 de septiembre de 1977) es un exfutbolista colombiano. Se desempeñaba como delantero y su primer club fue el Iberoamericana. Desarrolló toda su carrera en Bolivia.

## Clubes
| Club           | País    | Año         |
| -------------- | ------- | ----------- |
| Iberoamericana | Bolivia | 2002 - 2004 |
| San José       | Bolivia | 2005 - 2006 |
| Unión Central  | Bolivia | 2006        |
| La Paz F. C.   | Bolivia | 2007 - 2008 |
| Real Mamoré    | Bolivia | 2009 - 2010 |